# (37891) 1998 FY60
1998 FY60 (asteroide 37891) é um asteroide da cintura principal. Possui uma excentricidade de 0.05332290 e uma inclinação de 14.56938º.
Este asteroide foi descoberto no dia 20 de março de 1998 por LINEAR em Socorro.